# Alsteraue von der Landesgrenze bis zur Mündung
Alsteraue von der Landesgrenze bis zur Mündung este o arie protejată (arie specială de conservare — SAC, sit de importanță comunitară — SCI) din Germania întinsă pe o suprafață de 116,97 ha, integral pe uscat.

## Localizare
Centrul sitului Alsteraue von der Landesgrenze bis zur Mündung este situat la coordonatele 50°10′51″N 10°49′06″E / 50.1808°N 10.8183°E.

## Înființare
Situl Alsteraue von der Landesgrenze bis zur Mündung a fost declarat sit de importanță comunitară în noiembrie 2004 pentru a proteja 3 specii de animale. Situl a fost protejat și ca arie specială de conservare în aprilie 2016.

## Biodiversitate
Situată în ecoregiunea continentală, aria protejată conține 5 habitate naturale: Pășuni continentale udate de apa mării, Cursuri de apă de la nivel de câmpie la nivel montan, cu vegetație Ranunculion fluitantis și Callitricho-Batrachion, Liziere de ierburi înalte hidrofile de câmpie și de nivel montan până la alpin, Fânețe de joasă altitudine (Alopecurus pratensis, Sanguisorba officinalis), Păduri aluvionare cu Alnus glutinosa și Fraxinus excelsior (Alno-Padion, Alnion incanae, Salicion albae).
La baza desemnării sitului se află mai multe specii protejate de  nevertebrate (3): Austropotamobius torrentium, phengaris nausithous (Maculinea nausithous), Unio crassus.